# Салтиково-Дівицька волость
Салтиково-Дівицька волость — історична адміністративно-територіальна одиниця Чернігівського повіту Чернігівської губернії з центром у містечку Салтикова Дівиця.
Станом на 1885 рік складалася з 4 поселень, 4 сільських громад. Населення — 7365 осіб (3543 чоловічої статі та 3822 — жіночої), 2205 дворових господарств.
|                     | Площа, десятин | У тому числі орної, дес. |
| ------------------- | -------------- | ------------------------ |
| Сільських громад    | 9445           | 6334                     |
| Приватної власності | 7222           | 4123                     |
| Іншої власності     | 362            | 307                      |
| Загалом             | 17029          | 10764                    |

Поселення волості:
- Салтикова Дівиця — колишнє державне та власницьке містечко при річці Десна за 38 верст від повітового міста, 1495 осіб, 324 двори, православна церква, школа, 4 постоялих двори, 4 лавки, 13 вітряних млинів, 2 маслобійних заводи, базари по понеділках і 2 щорічних ярмарки.
- Жуківка — колишнє державне та власницьке село при болоті, 1609 осіб, 288 дворів, православна церква, поштова станція, 4 постоялих будинки, 50 вітряних млинів, 7 маслобійних заводів.
- Ковчин — колишнє державне та власницьке село при річці Десна, 2175 осіб, 353 двори, православна церква, школа, 3 постоялих будинки, 4 водяних і 47 вітряних млинів, 5 маслобійних заводів.
- Куликівка — колишнє державне та власницьке село при озерах, 1518 осіб, 273 двори, православна церква, школа, 2 постоялих будинки, 3 лавки, 40 вітряних млинів, 5 маслобійних заводів.

1899 року у волості налічувалось 4 сільських громади, населення зросло до 9775 осіб (4789 чоловічої статі та 4886 — жіночої).